# Lețovîțea, Muncaci
Lețovîțea (în ucraineană Лецовиця) este un sat în comuna Brestiv din raionul Muncaci, regiunea Transcarpatia, Ucraina.

## Demografie
Componența lingvistică a localității Lețovîțea
     Ucraineană (99,76%)
     Alte limbi (0,24%)
Conform recensământului din 2001, majoritatea populației localității Lețovîțea era vorbitoare de ucraineană (99,76%), existând în minoritate și vorbitori de alte limbi.